# Tanunda
```

```

Tanunda (4 710 habitants) est une ville située dans la vallée de la Barossa et au sein du Vignoble de la Barossa Valley, à 69 km au nord-est d'Adélaïde en Australie-Méridionale (Australie) 

## Histoire
Les immigrés prussiens arrivés avec le pasteur Gotthard Fritzsche fondèrent en 1842 le village de Bethanien, la première colonie à proximité de l'actuelle Tanunda. Un an plus tard, les Prussiens venus de Klemzig sur le fleuve Torrens, où ils s'étaient installés après avoir immigré en 1838 avec le pasteur August Kavel, arrivèrent dans la vallée de la Barossa et fondèrent le village de Langmeil. Leur nouvelle communauté portait le nom d'une ville prussienne proche de Zullichau, d'où étaient originaires les colons. C'est maintenant un village polonais connu sous le nom d'Okunin. Quelque temps plus tard, un autre village fut fondé et nommé Tanunda. En raison de sentiments anti-allemands, Langmeil et Bethanien ont été rebaptisés respectivement Bilyara et Bethany pendant la Première Guerre mondiale, bien que Bilyara soit redevenue Langmeil en 1975. Alors que le développement de la région de Tanunda se poursuivait, les villages de Langmeil et Tanunda ont fusionné. Aujourd'hui, le canton s'appelle simplement Tanunda.

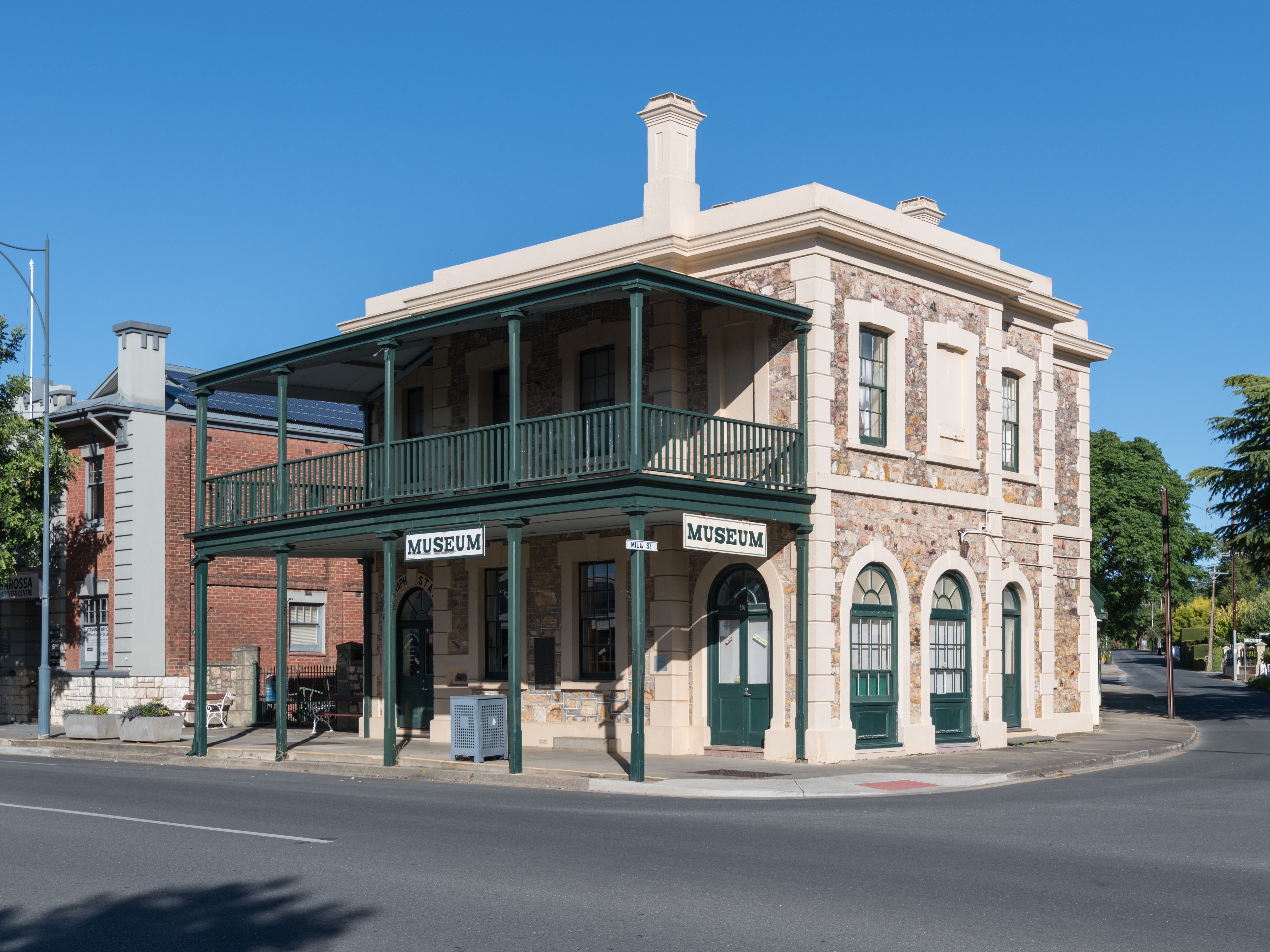
Musée Barossa, Tanunda